# Placówka Straży Granicznej I linii „Sucha Góra” (komisariat SG „Tarnowskie Góry”)
Placówka Straży Granicznej I linii „Sucha Góra” – jednostka organizacyjna Straży Granicznej pełniąca służbę ochronną na granicy polsko-niemieckiej w okresie międzywojennym.

## Geneza
Na wniosek Ministerstwa Skarbu, uchwałą z 10 marca 1920 roku, powołano do życia Straż Celną. Od połowy 1921 roku jednostki Straży Celnej rozpoczęły przejmowanie odcinków granicy od pododdziałów Batalionów Celnych. Proces tworzenia Straży Celnej trwał do końca 1922 roku. Objęcie granicy na Śląsku przez Straż Celną nastąpiło 16 czerwca 1922 roku. Placówka Straży Celnej „Sucha Góra” weszła w podporządkowanie komisariatu Straży Celnej „Tarnowskie Góry” z Inspektoratu SC „Tarnowskie Góry”.

## Formowanie i zmiany organizacyjne
Rozporządzeniem Prezydenta Rzeczypospolitej Polskiej Ignacego Mościckiego z 22 marca 1928 roku, do ochrony północnej, zachodniej i południowej granicy państwa, a w szczególności do ich ochrony celnej, powoływano z dniem 2 kwietnia 1928 roku  Straż Graniczną.
Rozkazem nr 4 z 30 kwietnia 1928 roku w sprawie organizacji Śląskiego Inspektoratu Okręgowego dowódca Straży Granicznej gen. bryg. Stefan Pasławski określił strukturę organizacyjną komisariatu SG „Tarnowskie Góry”. Placówka Straży Granicznej I linii „Sucha Góra” znalazła się w jego strukturze.

## Służba graniczna
Wydarzenia
W dniu 29 X 1938 niemieckie władze graniczne wysiedliły masowo przez „zieloną granicę” Żydów – obywateli polskich z Niemiec do Polski. W sumie wysiedlono 2305 osób. Obsada placówki została wzmocniona
Sąsiednie placówki
- placówka Straży Granicznej I linii „Repty Nowe” ⇔ placówka Straży Granicznej I linii „Buchacz” − 1928

## Kierownicy/dowódcy placówki
| stopień    | imię i nazwisko  | okres pełnienia służby  | kolejne stanowisko |
| ---------- | ---------------- | ----------------------- | ------------------ |
| przodownik | Kazimierz Wosik? | był X 1932              |                    |
| przodownik | Feliks Byrski    | był X 1933 — był I 1936 |                    |